# Ingibiorg Finnsdottir
Ingibiorg Finnsdottir (vieux norrois: Ingibjörg Finnsdóttir) est la fille du comte Finn Arnesson et de Bergljot Halvdansdottir (Halfdansdottir), une nièce des rois de Norvège Saint Olaf et Harald Hardraade. On ne connaît pas précisément ses dates de naissance et de mort.

## Biographie
Ingibiorg Finnsdottir épouse Thorfinn Sigurdsson, comte des Orcades. La Saga des Orcadiens indique que Kalv Arnesson, l'oncle d'Ingibiorg, est exilé aux Orcades après son mariage avec Thorfinn. Ces événements se situent durant le règne de Magnus Ier de Norvège, fils de Saint Olaf, qui gouverne de 1035 à 1047, et probablement avant la mort d'Harthaknut en 1042 . Thorfinn et Ingibiorg ont deux enfants, Paul Thorfinnsson et Erlend Thorfinnsson, qui se battent aux côtés du Harald III de Norvège au cours de l'invasion du Royaume d'Angleterre en 1066.
Ingibiorg se remarie après la mort de Thorfinn avec Malcolm III (Máel Coluim mac Donnchada), roi d'Écosse. On ne connaît pas la date exacte du mariage, mais Malcolm et Ingibiorg ont au moins un, voire deux enfants ensemble. L'Orkneyinga Saga nous indique que Duncan II d'Écosse (Domnall mac Mail Coluim) est leur fils, et on présume que le « Domnall fils de Máel Coluim, roi d'Écosse » qui meurt en 1085 d'après les Annales d'Ulster est également leur fils.
Ingibiorg meurt ou est répudiée vers 1069 alors que Malcolm épouse Marguerite d'Écosse, sœur d'Edgar Ætheling, vers 1070. Il se pourrait cependant toutefois qu'elle soit morte avant que Malcolm soit devenu roi, ce qui pourrait expliquer son absence dans les récits de la plupart des chroniqueurs écossais.